# Arrondissements de Tarn-et-Garonne

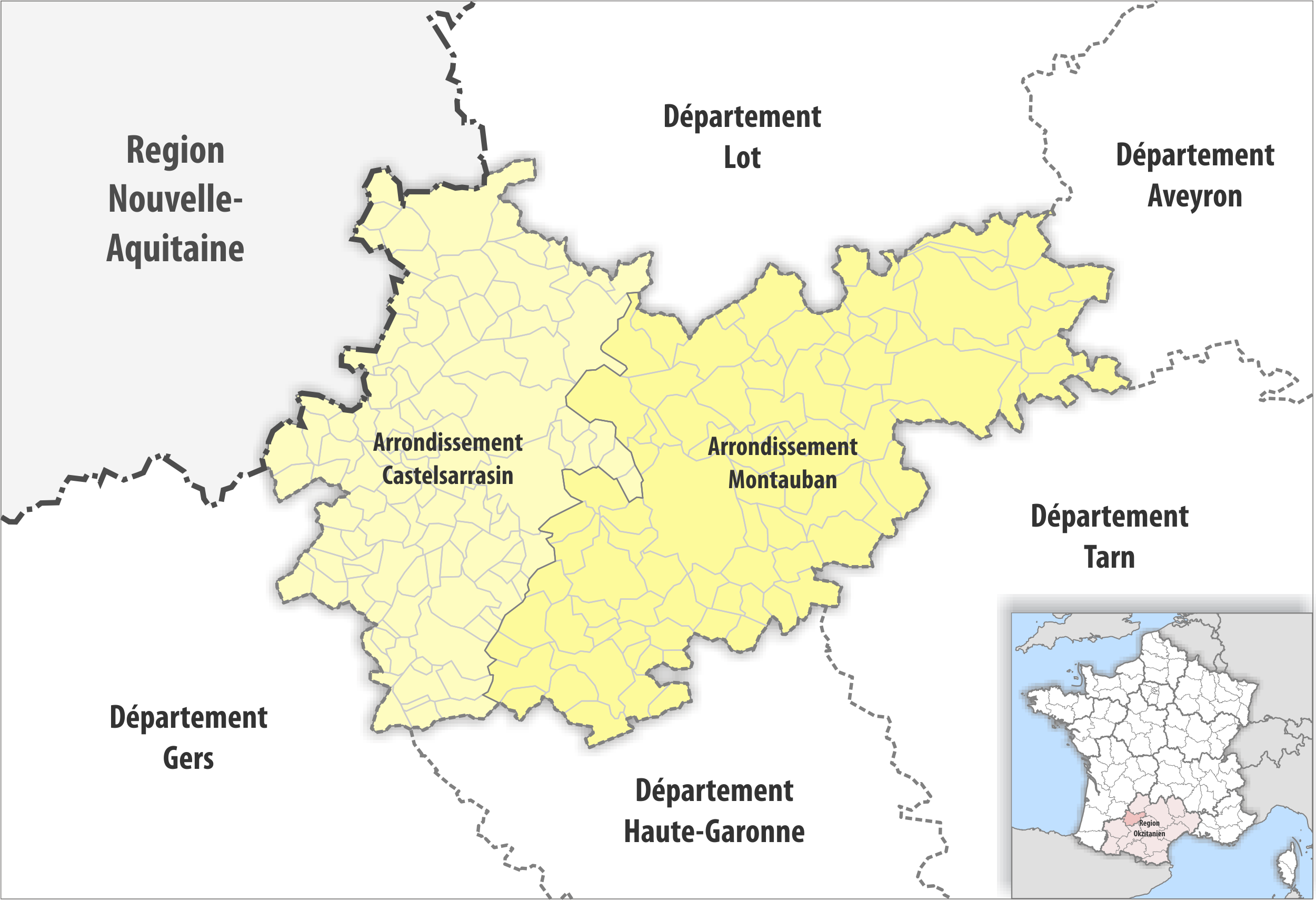
Les arrondissements de Tarn-et-Garonne en 2019.

Le département de Tarn-et-Garonne comprend deux arrondissements.

## Composition
| Nom                              | Code Insee | Superficie (km2) | Population (dernière pop. légale) | Densité (hab./km2) | Modifier             |
| -------------------------------- | ---------- | ---------------- | --------------------------------- | ------------------ | -------------------- |
| Arrondissement de Castelsarrasin | 821        | 1 601,50         | 79 088 (2022)                     | 49                 | modifier les données |
| Arrondissement de Montauban      | 822        | 2 116,80         | 185 836 (2022)                    | 88                 | modifier les données |
| Tarn-et-Garonne                  | 82         | 3 718,00         | 264 924 (2022)                    | 71                 | modifier les données |

## Histoire
- 1808 : création du département de Tarn-et-Garonne formé de territoires détachés de l'Aveyron, de la Haute-Garonne, du Gers, du Lot et de Lot-et-Garonne : Castelsarrasin, Moissac, Montauban
- 1926 : suppression de l'arrondissement de Moissac
- Castelsarrasin a été chef-lieu de district puis sous-préfecture de la Haute-Garonne de 1790 à 1808
- Moissac a été chef-lieu de canton du Lot de 1790 à 1808
- Montauban a été chef-lieu de district puis sous-préfecture du Lot de 1790 à 1808